# Partia Demokratyczna (Bułgaria)
Partia Demokratyczna (bułg. Демократическа партия, PD) – bułgarska partia polityczna założona w połowie lat 80. XIX wieku. Współworzyła kilka rządów koalicyjnych (1901–1902, 1918–1919, 1931–1934, 1944, 1991–1992 i 1997–2001) oraz jeden gabinet samodzielny (1908–1911). Po przewrocie majowym w 1934 została zdelegalizowana przez rząd Georgijewa. W 1945 wznowiła działalność. Dwa lata później władze komunistyczne zlikwidowały wszystkie partie opozycyjne i PD przestała istnieć. W 1989, w okresie przemian ustrojowych w Bułgarii, organizacja została reaktywowana i przystąpiła do zjednoczonej koalicji antykomunistycznej nazywanej Związkiem Sił Demokratycznych. Od 1996 PD jest członkinią koalicji Zjednoczone Siły Demokratyczne.

## Historia Partii Demokratycznej

### Partia Demokratyczna w Księstwie Bułgarii (1896-1908)
Podwaliny pod przyszłą PD zostały założone pod koniec XIX wieku przez jedną z frakcji Partii Liberalnej, na czele której stał Petko Karawełow. Między 1887 i 1894, na skutek represjonowania jej działaczy przez rząd Stambołowa, frakcja Karawełowa została zmuszona do stopniowego zaniechania aktywności politycznej. Po dymisji gabinetu Stambołowa w 1894 wznowiła swoją działalność, a dwa lata później, w 1896, przyjęła nazwę Partia Demokratyczna.
Podstawowym celem PD było umocnienie demokracji parlamentarnej w kraju oraz uzyskanie pełnej suwerenności przez Księstwo Bułgarii.
W styczniu 1901 PD zwyciężyła w wyborach do Zwyczajnego Zgromadzenia Narodowego 11. kadencji i utworzyła z Partią Postępowo-Liberalną koalicyjny rząd, na czele którego stanął Petko Karawełow. Gabinet Karawełowa sprawował władzę do początku stycznia 1902.
W 1903 grupa działaczy skupionych wokół Najcza Canowa i Todora Włajkowa wystąpiła z PD i utworzyła Partię Radykalno-Demokratyczną. W tym samym roku zmarł lider PD, Petko Karawełow. Jego następcą został Aleksandyr Malinow. Stanowiska wiceprzewodniczących przypadły Andrejowi Liapczewowi i Michaiłowi Takewowi.
W styczniu 1908 PD sformowała samodzielny gabinet rządowy, na czele którego stanął Malinow. Rząd Malinowa przeprowadził szereg istotnych reform, takich jak przywrócenie prawa do swobody stowarzyszeń, uchwalenie kodeksu dla szkół i placówek kulturalnych, wprowadzenie bezpłatnego nauczania w progimnazjach i nadanie placówkom oświaty określonej autonomii. 22 września 1908 rząd oraz książę Ferdynand I proklamowali niepodległość Bułgarii. Wkrótce potem Ferdynand I przyjął tytuł cara, zaś księstwo zostało przekształcone w Carstwo Bułgarii. W 1911 gabinet Malinowa wszedł w konflikt z carem odnośnie do przyszłości Macedonii i został zmuszony przez niego do dymisji.

### Partia Demokratyczna w Carstwie Bułgarii (1918-1947)
W obliczu nieuchronnej klęski Bułgarii w I wojnie światowej, w połowie 1918 od władzy odsunięty został premier Radosławow. 21 czerwca tego samego roku PD i Partia Radykalno-Demokratyczna utworzyły koalicyjny rząd, na czele którego ponownie stanął Malinow. Mimo bardzo trudnej sytuacji na frontach i nacisków ze strony partii opozycyjnych, gabinet Malinowa zdecydował o kontynuowaniu wojny. Dopiero 29 września 1918, po klęsce armii bułgarskiej w bitwie na Dobrym Polu (bułg. Добро поле), stoczonej przeciwko połączonym wojskom francuskim, brytyjskimi i serbskim, delegacja rządowa pod przewodnictwem Andreja Liapczewa podpisała w Salonikach rozejm z Ententą. Na mocy warunków zawieszenia broni oddziały bułgarskie zostało zdemobilizowane i wycofane z zajętych terytoriów, a część kraju znalazła się pod okupacją. Klęska skłoniła cara Ferdynanda I do abdykacji na rzecz swojego syna, Borysa III.
17 października 1918 do koalicji rządowej dołączyły Partia Narodowa, Partia Postępowo-Liberalna, Bułgarski Ludowy Związek Chłopski i Bułgarska Robotnicza Partia Socjaldemokratyczna (szerocy socjaliści). Na czele nowego gabinetu i tym razem stanął Aleksandyr Malinow. Niewiele ponad miesiąc później, 28 listopada, premier podał się do dymisji. Bezpośrednią przyczyną jego rezygnacji była decyzja Ententy o przyznaniu Rumunii południowej części Dobrudży. Działacze PD zostali włączenie do kolejnego rządu, któremu przewodniczył Teodor Teodorow z Partii Narodowej, jednak 7 maja 1919, po rekonstrukcji gabinetu Teodorowa, PD wykluczono z koalicji rządowej.
W okresie od 1919 do 1923 PD pozostawała w opozycji wobec rządu. W czerwcu 1922 PD, Zjednoczona Partia Narodowo-Postępowa i Partia Radykalno-Demokratyczna zawiązały koalicję Blok Konstytucyjny, której celem było przeciwstawienie się autorytarnym rządom Bułgarskiego Ludowego Związku Chłopskiego na czele z premierem Aleksandyrem Stambolijskim. We wrześniu 1922 zwolennicy ludowców napadli działaczy Bloku Konstytucyjnego podczas ich zjazdu w Wielkim Tyrnowie. Liderzy koalicji zostali wtrąceni do więzień, w których pozostali do czasu zamachu stanu z 9 czerwca 1923, przeprowadzonego przez Związek Wojskowy i Porozumienie Narodowe. Po przewrocie na czele rządu stanął Aleksandyr Cankow, który zaproponował przedstawicielom Bloku Konstytucyjnego budowę nowej prorządowej koalicji. Propozycja została zaakceptowana. 19 lipca 1923 Blok dokonał samorozwiązania, po czym pięć dni później PD i Partia Radykalno-Demokratyczna sformowały Związek Demokratyczny. Ten ostatni 10 sierpnia zjednoczył się z Porozumieniem Narodowym i Zjednoczoną Partią Narodowo-Postępową tworząc Porozumienie Demokratyczne.
Polityka gabinetu Cankowa, polegająca m.in. na wykorzystaniu armii, policji i organizacji paramilitarnych do rozprawy z opozycją, budziła sprzeciw części demokratów skupionych wokół Aleksandyra Malinowa. W kwietniu 1924 Malinow i jego zwolennicy zdecydowali się opuścić Porozumienie Demokratyczne i wznowić działalność PD. Pozostali demokraci, na czele których stanął Andrej Liapczew, pozostali w Porozumieniu.
W przededniu wyborów parlamentarnych w 1931 PD Malinowa, BLZCh "Wrabcza 1", BLZCh – Stara Zagora, Partia Narodowo-Liberalna i Partia Radykalna zawiązały koalicję o nazwie Blok Narodowy. Koalicja odniosła zwycięstwo w wyborach, kończąc w ten sposób prawie 8-letni okres rządów Porozumienia Demokratycznego. 29 lipca powołano nowy gabinet, na czele którego po raz piąty stanął Aleksandyr Malinow. 12 października tego samego roku 64-letniego Malinowa zastąpił inny działacz PD, Nikoła Muszanow. Silne zróżnicowanie poglądów politycznych w obrębie Bloku Narodowego przyczyniło się do kryzysu rządowego w maju 1934. Wykorzystali to działacze Koła Politycznego "Zweno" i Związku Wojskowego dokonując 19 maja zamachu stanu i odsuwając koalicję od władzy.
Wkrótce po przewrocie rząd Georgijewa zdelegalizował wszystkie partie polityczne w kraju i PD zmuszona była kontynuować działalność w podziemiu. Po wybuchu II wojny światowej demokraci opowiedzieli się przeciwko udziałowi Bułgarii w pakcie trzech, jednak nie zdecydowali się na przystąpienie do antyhitlerowskiego Frontu Ojczyźnianego, w którym główną rolę odgrywali komuniści. 2 września 1944 przedstawiciele PD weszli w skład koalicyjnego rządu Murawijewa, ale już po tygodniu bojówki Frontu Ojczyźnianego przejęły władzę na drodze zamachu stanu. Wkrótce potem, we wrześniu 1945 PD oficjalnie wznowiła swoją działalność, która trwała jednak tylko dwa lata. W 1947 komuniści rozpoczęli budowę systemu totalitarnego i zlikwidowali całą opozycję polityczną.

### Partia Demokratyczna po roku 1989
19 grudnia 1989 działacze opozycji antykomunistycznej wznowili działalność PD i włączyli ją w struktury Związku Sił Demokratycznych (ZSD). Przewodniczącym partii został Boris Kjurkczijew, którego w 1990 zastąpił Stefan Sazow. W tym samym roku przyjęto program nawiązujący do neokonserwatyzmu i gospodarki rynkowej.
W ramach ZSD działacze PD wystartowali w 1990 w wyborach do Wielkiego Zgromadzenia Narodowego 7. kadencji, a rok później w wyborach do Zgromadzenia Narodowego 36. kadencji, zdobywając w obu przypadkach część mandatów deputowanych. W latach 1991–1992 przedstawiciele PD objęli dwa stanowiska ministerialne w rządzie Dimitrowa, zaś Stefan Sazow został przewodniczącym Zgromadzenia Narodowego.
Jesienią 1994 kierownictwo PD weszło w konflikt z Narodową Radą Koordynacyjną ZSD, na skutek czego partia wystąpiła z organizacji. 12 października tego samego roku PD utworzyła wraz z Bułgarskim Ludowym Związkiem Chłopskim koalicję o nazwie Blok Narodowy. Koalicja zdobyła w wyborach do Zgromadzenia Narodowego 37. kadencji 18 mandatów deputowanych i była jednym z głównych ugrupowań opozycyjnych wobec rządu Żana Widenowa.
Przed wyborami prezydenckimi w 1996] Blok Narodowy nawiązał współpracę z ZSD, efektem której było utworzenie koalicji Zjednoczone Siły Demokratyczne (ODS). Kandydat koalicji, Petyr Stojanow, zwyciężył i objął najwyższy urząd w państwie.
W ramach ODS działacze PD stanęli na początku 1997 na czele masowych demonstracji skierowanych przeciwko rządowi Widenowa, który obarczono odpowiedzialnością za głęboki kryzys gospodarczy kraju. W przeprowadzonych w tym samym roku przedterminowych wyborach do Zgromadzenia Narodowego 38. kadencji ODS odniosły zwycięstwo i powołały większościowy rząd, na czele którego stanął Iwan Kostow. Deputowanym Bloku Narodowego, którzy utworzyli własny klub parlamentarny, przypadło kilka stanowisk ministerialnych oraz funkcja wicepremiera.
Po śmierci Iwana Sazowa 8 stycznia 2000, obowiązki szefa PD pełnił Weselin Metodijew. W dniach 26–27 lutego zwołano zjazd członków partii, podczas którego zdecydowano o powierzeniu funkcji przewodniczącego Aleksandyrowi Pramatarskiemu. Jednocześnie powołano 62-osobową Wyższą Radę Partyjną, na czele której stanął Metodijew.
W wyborach do Zgromadzenia Narodowego 39. kadencji (przeprowadzonych w 2001) oraz do Zgromadzenia Narodowego 40. kadencji (2005) ODS zdobyły odpowiednio ok. 18% i 8% głosów i znalazły się w opozycji wobec kolejnych gabietów rządowych. Również kandydat koalicji na prezydenta, Petyr Stojanow, przegrał wybory w 2001. W 2007 PD wysunęła kandydaturę Konstantina Papazowa, znanego trenera koszykówki, na stanowisko burmistrza Sofii, ale zdobył on zaledwie 0,9% głosów.

## Liderzy Partii Demokratycznej
- Petko Karawełow (1896–1903)
- Aleksandyr Malinow (1903–1938)
- Nikoła Muszanow (1938–1947)
- Boris Kjurkczijew (1989–1990)
- Stefan Sazow (1990–2000)
- Aleksandyr Pramatarski (od 2000)

## Organy prasowe Partii Demokratycznej
- gazeta Пряпорец (czyli w tłum. Proporzec) (1898–1932)
- gazeta Знаме (czyli w tłum. Sztandar) (1896–1898, 1924–1934, 1945–1946, wznowiona w 1990)